# Zavrelimyia pleuralis
Zavrelimyia pleuralis är en tvåvingeart som först beskrevs av Tokunaga 1940.  Zavrelimyia pleuralis ingår i släktet Zavrelimyia och familjen fjädermyggor.
Artens utbredningsområde är Taiwan. Inga underarter finns listade i Catalogue of Life.